# Jaish-e-Mohammad Mujhaeddin E-Tanzeem
Jaish-e-Mohammad Mujhaeddin E-Tanzeem fou una organització guerrillera de Caixmir, que va sorgir de la fusió entre el petit moviment guerriller Al-Urma i el grup de fidels de Masood Azhar.
Masood Azhar, secretari general del Harkat ul-Mujahideen va ser empresonat pels indis per en ser alliberat va fundar l'organització el 1998. La seva acció més coneguda fou l'atac al Parlament de l'Índia el 13 de desembre del 2001, però va fer la primera acció suicida a una caserna de Srinagar el 23 d'abril del 2000, i n'ha fet d'altres.